# Hookeriopsis wichurae
Hookeriopsis wichurae är en bladmossart som beskrevs av Fleischer 1908. Hookeriopsis wichurae ingår i släktet Hookeriopsis och familjen Hookeriaceae. Inga underarter finns listade i Catalogue of Life.